# OpenStack

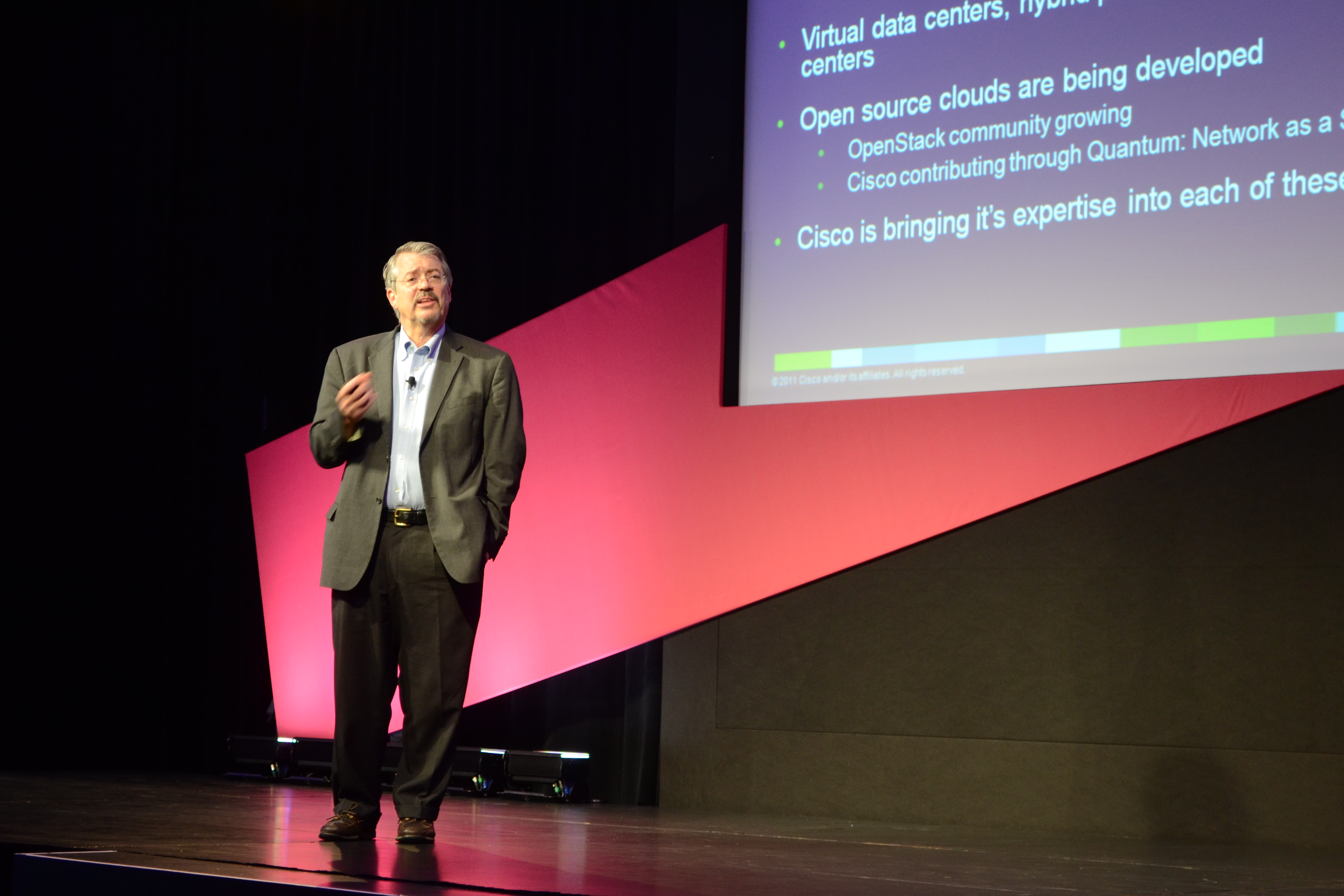
Lew Tucker z Cisco w trakcie prezentacji o OpenStack

OpenStack – oprogramowanie z dziedziny chmur obliczeniowych w modelu Infrastructure as a Service (IaaS) rozwijane przez Rackspace Cloud oraz NASA. Wśród firm rozwijających technologię OpenStack są m.in.: AT&T, Ericsson, Huawei, Intel, Canonical, Cisco, Dell, IBM, HP, Fujitsu. OpenStack posiada API zgodne z Amazon EC2. 

Komponenty:
- Compute (Nova)
- Networking (Neutron)
- Block storage (Cinder)
- Identity (Keystone)
- Image (Glance)
- Object Storage (Swift)
- Dashboard (Horizon)
- Orchestration (Heat)
- Workflow (Mistral)
- Telemetry (Ceilometer)
- Database (Trove)
- Elastic map reduce (Sahara)
- Bare metal (Ironic)
- Messaging (Zaqar)
- Shared file system (Manila)
- DNS (Designate)
- Search (Searchlight)
- Key manager (Barbican)
- Container orchestration (Magnum)
- Rule-based alarm actions (Aodh)

## Release History
| Release Name | Version | Release Date      | Informacje o wersji      | Komponenty |
| ------------ | ------- | ----------------- | ------------------------ | --- |
| Austin       | 2010.1  | 21 October 2010   | Releasenotes zu Austin   | Nova, Swift |
| Bexar        | 2011.1  | 3 February 2011   | Releasenotes zu Bexar    | Nova, Glance, Swift |
| Cactus       | 2011.2  | 15 April 2011     | Releasenotes zu Cactus   | Nova, Glance, Swift |
| Diablo       | 2011.3  | 22 September 2011 | Releasenotes zu Diablo   | Nova, Glance, Swift |
| Essex        | 2012.1  | 5 April 2012      | Releasenotes zu Essex    | Nova, Glance, Swift, Horizon, Keystone |
| Folsom       | 2012.2  | 27 September 2012 | Releasenotes zu Folsom   | Nova, Glance, Swift, Horizon, Keystone, Quantum, Cinder |
| Grizzly      | 2013.1  | 4 April 2013      | Releasenotes zu Grizzly  | Nova, Glance, Swift, Horizon, Keystone, Quantum, Cinder |
| Havana       | 2013.2  | 17 October 2013   | Releasenotes zu Havana   | Nova, Glance, Swift, Horizon, Keystone, Neutron, Cinder, Heat, Ceilometer |
| Icehouse     | 2014.1  | 17 April 2014     | Releasenotes zu Icehouse | Nova, Glance, Swift, Horizon, Keystone, Neutron, Cinder, Heat, Ceilometer, Trove |
| Juno         | 2014.2  | 16 October 2014   | Releasenotes zu Juno     | Nova, Glance, Swift, Horizon, Keystone, Neutron, Cinder, Heat, Ceilometer, Trove, Sahara |
| Kilo         | 2015.1  | 30 April 2015     | Releasenotes zu Kilo     | Nova, Glance, Swift, Horizon, Keystone, Neutron, Cinder, Heat, Ceilometer, Trove, Sahara, Ironic |
| Liberty      | 2015.2  | 15 October 2015   | Releasenotes zu Liberty  | Nova, Glance, Swift, Horizon, Keystone, Neutron, Cinder, Heat, Ceilometer, Trove, Sahara, Ironic, Zaqar, Manila, Designate, Barbican, Searchlight |
| Mitaka       | 2016.1  | 7 April 2016      | Releasenotes zu Mitaka   | Nova, Glance, Swift, Horizon, Keystone, Neutron, Cinder, Heat, Ceilometer, Trove, Sahara, Ironic, Zaqar, Manila, Designate, Barbican, Searchlight, Magnum |
| Newton       | 2016.2  | 6 October 2016    | Releasenotes zu Newton   | Nova, Glance, Swift, Horizon, Keystone, Neutron, Cinder, Heat, Ceilometer, Trove, Sahara, Ironic, Zaqar, Manila, Designate, Barbican, Searchlight, Magnum, aodh, cloudkitty, congress, freezer, mistral, monasca-api, monasca-log-api, murano, panko, senlin, solum, tacker, vitrage, Watcher                          |
| Ocata        | 2017.1  | 22 February 2017  | Releasenotes zu Ocata    | Nova, Glance, Swift, Horizon, Keystone, Neutron, Cinder, Heat, Ceilometer, Trove, Sahara, Ironic, Zaqar, Manila, Designate, Barbican, Searchlight, Magnum, aodh, cloudkitty, congress, freezer, mistral, monasca-api, monasca-log-api, murano, panko, senlin, solum, tacker, tricircle, vitrage, Watcher               |
| Pike         | 2017.2  | 30 August 2017    | Releasenotes zu Pike     | Nova, Glance, Swift, Horizon, Keystone, Neutron, Cinder, Heat, Ceilometer, Trove, Sahara, Ironic, Zaqar, Manila, Designate, Barbican, Searchlight, Magnum, aodh, cloudkitty, congress, freezer, mistral, monasca-api, monasca-log-api, murano, octavia, panko, senlin, solum, tacker, tricircle, vitrage, Watcher, zun |